# Giải thưởng phim truyền hình KBS
Giải thưởng phim truyền hình KBS là lễ trao giải do đài KBS tổ chức để tôn vinh các thành tích xuất sắc trong các bộ phim truyền hình Hàn Quốc phát sóng trên đài KBS. Lễ trao giải được tổ chức hàng năm vào ngày 31 tháng 12. Lễ trao giải cao nhất là "Giải Daesang" (Hangul: 대상; RR: Daesang) trao cho diễn viên hay nữ diễn viên xuất sắc nhất của năm.

## Các hạng mục
- Daesang (대상), giải danh dự nhất của buổi lễ
- Giải Cống hiến (공로상)
- Diễn xuất xuất sắc nhất (최우수상)
- Diễn xuất xuất sắc (우수상)
- Diễn viên phụ xuất sắc nhất (조연상)
- Diễn viên mới xuất sắc (신인 연기 상)
- Diễn viên trẻ xuất sắc (청소년 연기 상)
- Diễn viên xuất sắc nhất trong điện ảnh (단막극 집상)
- Giải PD (PD 상), được trao cho nam diễn viên hay nhất, được xác định bởi giám đốc đài truyền hình
- Nhà viết kịch bản xuất sắc nhất (작가상)
- Giải Đặc biệt (특별상)
- Giải Ấn tượng (인기상)
- Giải cộng đồng mạng (네티즌 상), được trao cho nam/ nữ diễn viên với phiếu bình chọn trực tuyến nhất trên trang web của đài KBS
- Giải cặp đôi đẹp nhất (베스트 커플 상), được trao cho cặp đôi phim truyền hình phối hợp diễn xuất hòa hợp nhau nhất được bình chọn bởi những người dùng đã đăng ký của trang web đài KBS
- Nhạc phim hay nhất (최고의 사운)

## Giải Daesang (대상)
| Năm  | Người đoạt giải | Phim                                                               |
| ---- | --------------- | ------------------------------------------------------------------ |
| 1987 | Im Dong-jin     | Land (토지)                                                        |
| 1988 | Ban Hyo-jung    | Land (토지)                                                        |
| 1989 | Go Doo-shim     | Fetters of Love (사랑의 굴레)                                      |
| 1990 | Yu In-chon      | Ambitious Times (야망의 세월)                                      |
| 1991 | Lee Nak-hoon    | Yesterday's Green Grass (옛날의 금잔디)                            |
| 1992 | Oh Hyun-kyung   | TV's The Art of War (TV 손자병법)                                  |
| 1993 | Ha Hee-ra       | The Break of Dawn (먼동)                                           |
| 1994 | Lee Deok-hwa    | Han Myung-hoi (한명회)                                             |
| 1995 | Na Moon-hee     | Even if the Wind Blows (람은 불어도)                               |
| 1996 | Kang Boo-ja     | Men of the Bath House (목욕탕집 남자들)                            |
| 1997 | Yoo Dong-geun   | Tears of the Dragon (용의 눈물)                                    |
| 1998 | Choi Soo-jong   | Legendary Ambition (야망의 전설)                                   |
| 1999 | Chae Shi-ra     | The King and Queen (왕과 비)                                       |
| 2000 | Kim Yeong-cheol | Emperor Wang Geon (태조 왕건)                                      |
| 2001 | Choi Soo-jong   | Emperor Wang Geon (태조 왕건)                                      |
| 2002 | Yoo Dong-geun   | Empress Myeongseong (명성황후)                                     |
| 2003 | Kim Hye-soo     | Jang Hui-bin (장희빈)                                              |
| 2004 | Go Doo-shim     | More Beautiful Than a Flower (꽃보다 아름다워)                     |
| 2005 | Kim Myung-min   | Immortal Admiral Yi Sun-sin (불멸의 이순신)                        |
| 2006 | Ha Ji-won       | Hwang Jini (황진이)                                                |
| 2007 | Choi Soo-jong   | Dae Jo Yeong (대조영)                                              |
| 2008 | Kim Hye-ja      | Mom's Dead Upset (엄마가 뿔났다)                                   |
| 2009 | Lee Byung-hun   | Mật danh Iris                                                      |
| 2010 | Jang Hyuk       | The Slave Hunters (추노)                                           |
| 2011 | Shin Ha-kyun    | Brain (브레인)                                                     |
| 2012 | Kim Nam-joo     | My Husband Got a Family (넝쿨째 굴러온 당신)                       |
| 2013 | Kim Hye-soo     | Queen of the Office (직장의 신)                                    |
| 2014 | Yoo Dong-geun   | What's With This Family (가족끼리 왜 이래)                         |
| 2015 | Kim Soo-hyun    | Hậu trường giải trí (프로듀사)                                     |
| 2015 | Go Doo-shim     | The Virtual Bride (별난 며느리), All About My Mom (부탁해요, 엄마) |
| 2016 | Song Joong-ki   | Hậu duệ mặt trời (태양의 후예)                                     |
| 2016 | Song Hye-kyo    | Hậu duệ mặt trời (태양의 후예)                                     |
| 2017 | Kim Yeong-cheol | My Father is Strange (아버지가 이상해)                             |
| 2017 | Chun Ho-jin     | My Golden Life (황금빛 내 인생)                                    |
| 2018 | Yoo Dong-geun   | Marry Me Now                                                       |
| 2018 | Kim Myung-min   | Phép màu đã cho ta gặp nhau                                        |
| 2019 | Gong Hyo-jin    | Khi hoa trà nở                                                     |
| 2020 | Chun Ho-jin     | Once Again                                                         |
| 2021 | Ji Hyun-woo     | Young Lady and Gentleman                                           |
| 2022 | Joo Sang-wook   | The King of Tears, Lee Bang-won                                    |
| 2022 | Lee Seung-gi    | Quán cà phê luật                                                   |
| 2023 | Choi Soo-jong   | Korea–Khitan War                                                   |

## Giải Cống hiến (공로상)
| Năm  | Người đoạt giải | Ghi chú           |
| ---- | --------------- | ----------------- |
| 1999 | Kang Boo-ja     | Diễn viên nữ      |
| 2000 | Yeo Woon-kay    | Diễn viên nữ      |
| 2001 | Kim In-tae      | Diễn viên nam     |
| 2003 | Nam Il-woo      | Diễn viên nam     |
| 2004 | Lee Kyung-ho    | Đạo diễn          |
| 2005 | Jung Eul-young  | Đạo diễn          |
| 2006 | Lee Dae-ro      | Diễn viên nam     |
| 2007 | Yang Geun-seung | Nhà viết kịch bản |
| 2008 | Yoo Chul-joo    | Đạo diễn ánh sáng |
| 2009 | Yeo Woon-kay    | Diễn viên nữ      |
| 2014 | Kim Ja-ok       | Diễn viên nữ      |
| 2017 | Kim Young-ae    | Diễn viên nữ      |

## Giải diễn xuất xuất sắc (우수상)

### Nam diễn viên xuất sắc thể loại phim ít tập
| Năm  | Người đoạt giải | Phim                          |
| ---- | --------------- | ----------------------------- |
| 2007 | Kang Ji-hwan    | Capital Scandal               |
| 2008 | Jung Jin-young  | The Kingdom of the Winds      |
| 2009 | Ji Jin-hee      | He Who Can't Marry            |
| 2010 | Kim Su-ro       | Master of Study               |
| 2011 | Choi Daniel     | Baby Faced Beauty             |
| 2011 | Jung Jin-young  | Brain                         |
| 2012 | Shin Hyun-joon  | Ohlala Couple                 |
| 2013 | Oh Ji-ho        | Queen of the Office           |
| 2014 | Eric Mun        | Discovery of Love             |
| 2015 | Cha Tae-hyun    | Hậu trường giải trí           |
| 2016 | Lee Sang-yoon   | On the Way to the Airport     |
| 2017 | Park Seo-joon   | Thanh xuân vật vã             |
| 2018 | Jang Dong-gun   | Suits                         |
| 2018 | Choi Daniel     | Jugglers, The Ghost Detective |
| 2019 | Choi Won-young  | Doctor Prisoner               |
| 2019 | Jang Dong-yoon  | Tiểu sử chàng Nokdu           |
| 2020 | Park Sung-hoon  | Into The Ring                 |
| 2020 | Lee Jae-wook    | Do Do Sol Sol La La Sol       |
| 2021 | Jung Yong-hwa   | Sell Your Haunted House       |
| 2021 | Kim Min-jae     | Dali & Cocky Prince           |
| 2022 | Lee Joon        | Bloody Heart                  |
| 2023 | Jang Dong-yoon  | Oasis                         |

### Nữ diễn viên xuất sắc thể loại phim ít tập
| Năm  | Người đoạt giải | Phim                         |
| ---- | --------------- | ---------------------------- |
| 2007 | Han Ji-min      | Capital Scandal              |
| 2007 | Lee Da-hae      | Hello! Miss                  |
| 2008 | Lee Ha-na       | Women of the Sun             |
| 2009 | Kim Ah-joong    | The Accidental Couple        |
| 2010 | Han Eun-jung    | Grudge: The Revolt of Gumiho |
| 2011 | Jang Na-ra      | Baby Faced Beauty            |
| 2012 | Jang Na-ra      | School 2013                  |
| 2013 | Im Yoona        | Prime Minister and I         |
| 2014 | Jung Yu-mi      | Discovery of Love            |
| 2015 | Shin Min-a      | Oh My Venus                  |
| 2016 | Kim Ji-won      | Hậu duệ mặt trời             |
| 2017 | Kim Ji-won      | Thanh xuân vật vã            |
| 2017 | Jang Na-ra      | Confession Couple            |
| 2018 | Baek Jin-hee    | Jugglers, Feel Good to Die   |
| 2019 | Kim So-hyun     | Tiểu sử chàng Nokdu          |
| 2019 | Nana            | Justice                      |
| 2020 | Nana            | Into The Ring                |
| 2020 | Cho Yeo-jeong   | Cheat on Me, If You Can      |
| 2021 | Go Min-si       | Tuổi trẻ của tháng Năm       |
| 2021 | Kwon Nara       | Royal Secret Agent           |
| 2022 | Kang Han-na     | Bloody Heart                 |
| 2022 | Lee Hye-ri      | Moonshine                    |
| 2023 | Cho Yi-hyun     | The Matchmakers              |
| 2023 | Seol In-ah      | Oasis                        |

### Nam diễn viên xuất sắc trong phim truyền hình
| Năm  | Người đoạt giải | Phim                      |
| ---- | --------------- | ------------------------- |
| 2009 | Jung Joon-ho    | Mật danh Iris             |
| 2009 | Kim Seung-woo   | Mật danh Iris             |
| 2010 | Oh Ji-ho        | The Slave Hunters         |
| 2011 | Chun Jung-myung | Glory Jane                |
| 2012 | Uhm Tae-woong   | Man from the Equator      |
| 2013 | Joo Sang-wook   | Thiên thần áo trắng       |
| 2014 | Lee Joon-gi     | Gunman in Joseon          |
| 2015 | Jang Hyuk       | The Merchant: Gaekju 2015 |
| 2016 | Song Il-gook    | Jang Yeong-sil            |
| 2017 | Lee Dong-gun    | Queen for Seven Days      |
| 2017 | Lee Jun-ho      | Good Manager              |
| 2018 | Seo Kang-joon   | Are You Human?            |
| 2019 | Kim Ji-seok     | When the Camellia Blooms  |
| 2019 | Choi Si-won     | My Fellow Citizens!       |

### Nữ diễn viên xuất sắc trong phim truyền hình
| Năm  | Người đoạt giải | Phim                      |
| ---- | --------------- | ------------------------- |
| 2009 | Kim Tae-hee     | Mật danh Iris             |
| 2009 | Ku Hye-sun      | Vườn sao băng             |
| 2010 | Park Min-young  | Sungkyunkwan Scandal      |
| 2011 | Park Min-young  | Glory Jane                |
| 2011 | Hong Soo-hyun   | Nam nhân của công chúa    |
| 2012 | Lee Bo-young    | Man from the Equator      |
| 2013 | Moon Chae-won   | Thiên thần áo trắng       |
| 2014 | Nam Sang-mi     | Gunman in Joseon          |
| 2014 | Park Min-young  | Healer                    |
| 2015 | Kim Min-jung    | The Merchant: Gaekju 2015 |
| 2016 | Kim Yoo-jung    | Mây hoạ ánh trăng         |
| 2017 | Cho Yeo-jeong   | Ms. Perfect               |
| 2018 | Ra Mi-ran       | The Miracle We Met        |
| 2019 | Lee Jung-eun    | Khi hoa trà nở            |
| 2019 | Lee Si-young    | Liver or Die              |

### Nam diễn viên xuất sắc trong phim từ 30 tập đến 80 tập
| Năm  | Người đoạt giải | Phim                                 |
| ---- | --------------- | ------------------------------------ |
| 2007 | Jang Hyun-sung  | Daughters-in-Law                     |
| 2008 | Lee Won-jong    | King Sejong the Great                |
| 2009 | Kim Suk-hoon    | Empress Cheonchu                     |
| 2010 | Yoon Shi-yoon   | Vua bánh mì                          |
| 2011 | Lee Tae-gon     | Gwanggaeto, The Great Conqueror      |
| 2012 | Joo Won         | Mặt nạ anh hùng                      |
| 2013 | Jo Jung-suk     | You're the Best, Lee Soon-shin       |
| 2013 | Jo Sung-ha      | Gia tộc họ Wang                      |
| 2014 | Kim Sang-kyung  | What's With This Family              |
| 2014 | Park Yeong-gyu  | Jeong Do-jeon                        |
| 2015 | Kim Tae-woo     | The Jingbirok: A Memoir of Imjin War |
| 2015 | Kim Kap-soo     | All About My Mom                     |
| 2016 | Ahn Jae-wook    | Five Enough                          |
| 2016 | Lee Dong-gun    | Laurel Tree Tailors                  |
| 2017 | Park Si-hoo     | My Golden Life                       |
| 2018 | Lee Sang-woo    | Marry Me Now                         |
| 2018 | Lee Jang-woo    | My Only One                          |
| 2019 | Ki Tae-young    | Con gái của mẹ                       |
| 2019 | Oh Min-suk      | Beautiful Love, Wonderful Life       |
| 2020 | Lee Sang-yeob   | Once Again                           |
| 2020 | Lee Jang-woo    | Homemade Love Story                  |
| 2021 | Yoon Joo-sang   | Revolutionary Sisters                |
| 2022 | Yoon Shi-yoon   | It's Beautiful Now                   |
| 2022 | Lim Ju-hwan     | Three Bold Siblings                  |

### Nữ diễn viên xuất sắc trong phim từ 30 tập đến 80 tập
| Năm  | Người đoạt giải | Phim                           |
| ---- | --------------- | ------------------------------ |
| 2007 | Yoon Jung-hee   | A Happy Woman                  |
| 2008 | Lee Yoon-ji     | King Sejong the Great          |
| 2009 | Yoo Sun         | My Too Perfect Sons            |
| 2010 | Eugene          | Vua bánh mì                    |
| 2011 | Kim Ja-ok       | Ojakgyo Family                 |
| 2012 | Youn Yuh-jung   | My Husband Got a Family        |
| 2013 | Lee Mi-sook     | You're the Best, Lee Soon-shin |
| 2013 | Lee Tae-ran     | Gia tộc họ Wang                |
| 2014 | Kim Ji-ho       | Wonderful Days                 |
| 2015 | Eugene          | All About My Mom               |
| 2016 | So Yoo-jin      | Five Enough                    |
| 2016 | Jo Yoon-hee     | Laurel Tree Tailors            |
| 2017 | Shin Hye-sun    | My Golden Life                 |
| 2018 | Han Ji-hye      | Marry Me Now                   |
| 2018 | Uee             | My Only One                    |
| 2019 | Kim So-yeon     | Con gái của mẹ                 |
| 2019 | Seol In-ah      | Beautiful Love, Wonderful Life |
| 2020 | Lee Jung-eun    | Once Again                     |
| 2020 | Jin Ki-joo      | Homemade Love Story            |
| 2021 | Hong Eun-hee    | Revolutionary Sisters          |
| 2021 | Park Ha-na      | Young Lady and Gentleman       |
| 2022 | Lee Ha-na       | Three Bold Siblings            |
| 2022 | Park Ji-young   | It's Beautiful Now             |

### Nam diễn viên xuất sắc trong phim nhiều tập
| Năm  | Người đoạt giải | Phim                       |
| ---- | --------------- | -------------------------- |
| 2007 | Park Hae-jin    | Like Land and Sky          |
| 2008 | Lee Pil-mo      | You Are My Destiny         |
| 2009 | Oh Man-seok     | Everybody Cha-cha-cha      |
| 2010 | Lee Jong-hyuk   | Marry Me, Please           |
| 2011 | Ji Chang-wook   | Smile Again                |
| 2012 | Kim Yeong-cheol | The Moon and Stars for You |
| 2012 | Kim Dong-wan    | Cheer Up, Mr Kim           |
| 2013 | Kim Suk-hoon    | Ruby Ring                  |
| 2014 | Choi Jae-sung   | Single-minded Dandelion    |
| 2015 | Im Ho           | The Stars Are Shining      |
| 2015 | Kwak Si-yang    | All Is Well                |
| 2016 | Oh Min-suk      | Secrets of Women           |
| 2017 | Kim Seung-soo   | First Love Again           |
| 2017 | Song Chang-eui  | The Secret of My Love      |
| 2018 | Kang Eun-tak    | Love to the End            |
| 2018 | Park Yoon-jae   | It's My Life               |
| 2019 | Kim Jin-woo     | Left-Handed Wife           |
| 2019 | Seol Jung-hwan  | Unasked Family             |
| 2020 | Kang Eun-tak    | A Man in a Veil            |
| 2020 | Kim Yu-seok     | No Matter What             |
| 2021 | Ryu Jin         | Be My Dream Family         |
| 2022 | Yang Byung-yeol | Bravo, My Life             |
| 2022 | Baek Sung-hyun  | The Love in Your Eyes      |

### Nữ diễn viên xuất sắc trong phim nhiều tập
| Năm  | Người đoạt giải | Phim                        |
| ---- | --------------- | --------------------------- |
| 2007 | Han Ji-hye      | Likeable or Not             |
| 2008 | Kim Jung-nan    | You Are My Destiny          |
| 2009 | Jo An           | Everybody Cha-cha-cha       |
| 2010 | Kim Ji-young    | Marry Me, Please            |
| 2011 | Do Ji-won       | Smile Again                 |
| 2012 | Kim Ye-ryeong   | TV Novel: Love, My Love     |
| 2012 | Seo Ji-hye      | The Moon and Stars for You  |
| 2013 | Lee So-yeon     | Ruby Ring                   |
| 2014 | Choi Yoon-young | My Dear Cat                 |
| 2014 | Shin So-yul     | Sweet Secret                |
| 2015 | Han Chae-ah     | You Are the Only One        |
| 2015 | Kang Byul       | Save the Family             |
| 2016 | Lee Yoo-ri      | The Promise                 |
| 2016 | So Yi-hyun      | Secrets of Women            |
| 2017 | Myung Se-bin    | First Love Again            |
| 2017 | Im Soo-hyang    | Lovers in Bloom             |
| 2018 | Ha Hee-ra       | Lady Cha Dal-rae's Lover    |
| 2018 | Park Ha-na      | Mysterious Personal Shopper |
| 2019 | Cha Ye-ryun     | Gracious Revenge            |
| 2019 | Lee Young-eun   | Home for Summer             |
| 2020 | Park Ha-na      | Fatal Promise               |
| 2020 | Lee Chae-young  | Man in a Veil               |
| 2021 | Han Da-gam      | The All-Round Wife          |
| 2021 | So Yi-hyun      | Red Shoes                   |
| 2022 | Park Ha-na      | Vengeance of the Bride      |
| 2022 | Cha Ye-ryun     | Gold Mask                   |

### Nam diễn viên xuất sắc trong phim truyền hình một màn/đặc biệt/ngắn
| Năm  | Người đoạt giải | Phim điện ảnh                             |
| ---- | --------------- | ----------------------------------------- |
| 2003 | Kim In-kwon     | Drama City                                |
| 2003 | Namkoong Min    | To William                                |
| 2004 | Byun Hee-bong   | Ginseng Uproar/ Second Proposal           |
| 2004 | Uhm Tae-woong   | Blue Skies of Jeju Island                 |
| 2005 | Park Geun-hyung | Becoming a Popular Song                   |
| 2005 | Jang Hyun-sung  | Leslie Cheung Is Dead?                    |
| 2006 | Jung Eun-pyo    | Blockhead's Quadratic Equation            |
| 2006 | Lee Won-jong    | KBS HDTV "Bad Story"                      |
| 2007 | Park In-hwan    | Ugly You                                  |
| 2008 | Yoon Hee-seok   | KBS HDTV "Spring, Spring Spring"          |
| 2009 | Kim Kyu-chul    | Truyền thuyết ma quái "The Grudge Island" |
| 2010 | Lee Sun-kyun    | Our Slightly Risque Relationship          |
| 2010 | Son Hyun-joo    | Texas Hit                                 |
| 2011 | Choi Soo-jong   | For My Son                                |
| 2011 | Lee Hee-joon    | Perfect Spy                               |
| 2012 | Sung Joon       | Swamp Ecology Report                      |
| 2012 | Yeon Woo-jin    | Just an Ordinary Love Story               |
| 2013 | Choi Daniel     | Waiting for Love                          |
| 2013 | Yu Oh-seong     | The Devil Rider/ Mother's Island          |
| 2014 | Jo Dal-hwan     | Repulsive Love                            |
| 2015 | Bong Tae-gyu    | Trains Don't Stop at Noryangjin Station   |
| 2016 | Kim Sung-oh     | Sự trở lại của Becky                      |
| 2016 | Lee Dong-hwi    | Red Teacher                               |
| 2017 | Yeo Hoe-hyun    | Girls' Generation 1979                    |
| 2018 | Jang Dong-yoon  | Just Dance                                |
| 2018 | Yoon Park       | The Tuna and the Dolphin                  |
| 2019 | Jung Dong-hwan  | Drama Special "Live Like That"            |
| 2019 | Lee Do-hyun     | Drama Special "Scouting Report"           |
| 2020 | Lee Shin-young  | How to Buy a Friend                       |
| 2020 | Lee Han-wi      | Drama Special                             |

### Nữ diễn viên xuất sắc trong phim truyền hình một màn/đặc biệt/ngắn
| Năm  | Người đoạt giải | Phim                                             |
| ---- | --------------- | ------------------------------------------------ |
| 2003 | Kim Yong-rim    | Món quà hôn nhân                                 |
| 2003 | Yoon Hye-kyung  | Drama City                                       |
| 2004 | Han Ji-min      | Déjà Vu                                          |
| 2004 | Min Ji Ah       | Blue Skies of Jeju Island                        |
| 2005 | Hong Soo-hyun   | KBS HDTV "The Outdoor Lamp"                      |
| 2005 | Youn Yuh-jung   | Becoming a Popular Song                          |
| 2006 | Jeon Hye-jin    | She's Smiling/ Memories                          |
| 2006 | Go Jung-min     | Tập đặc biệt Lễ Trung thu "A Farewell to Arms"   |
| 2007 | Jeon Ye-seo     | A Death Messenger With Amnesia                   |
| 2007 | Yoo In-young    | Cho Yong-pil in Our Memories                     |
| 2008 | Park Min-young  | Truyền thuyết ma quái "Gumiho (Nine-tailed Fox)" |
| 2009 | Kim Sung-eun    | Truyền thuyết ma quái "Forbidden Book"           |
| 2010 | Jung Yu-mi      | The Great Gye Choon-bin                          |
| 2011 | Han Eun-jung    | 400-year-old Dream                               |
| 2011 | Eugene          | Princess Hwapyung's Weight Loss                  |
| 2012 | Yoo Da-in       | Just an Ordinary Love Story                      |
| 2012 | Park Shin-hye   | Don't Worry, I'm a Ghost                         |
| 2013 | BoA             | Waiting for Love                                 |
| 2013 | Han Ye-ri       | Yeon-woo's Summer                                |
| 2014 | Kim So-hyun     | We All Cry Differently                           |
| 2015 | Kim Young-ok    | Con đường tuyết rơi                              |
| 2015 | Lee Ha-na       | Fake Family                                      |
| 2016 | Kang Ye-won     | Sự trở lại của Becky                             |
| 2016 | Cho Yeo-jeong   | Người trông trẻ                                  |
| 2017 | Ra Mi-ran       | The Last Week of Madame Jung                     |
| 2019 | Jo Soo-min      | Birthday Letter                                  |
| 2019 | Lee Joo-young   | Drama Special "Home Sweet Home"                  |
| 2020 | Son Suk         | Drama Special                                    |
| 2020 | Lee Yoo-young   | Drama Special                                    |

## Giải diễn viên mới xuất sắc nhất (신인 연기 상)

### Nam diễn viên mới xuất sắc nhất
| Năm  | Người đoạt giải | Phim                                               |
| ---- | --------------- | -------------------------------------------------- |
| 1994 | Kim Ho-jin      |                                                    |
| 1995 | Kim Kyu-chul    | When I Miss You                                    |
| 1998 | Ahn Jae-mo      | The King and Queen                                 |
| 2000 | Joo Jin-mo      | Look Back in Anger                                 |
| 2000 | Park Gwang-hyun | RNA, School 3                                      |
| 2001 | Ahn Jae-hwan    | This Is Love                                       |
| 2001 | Lee Kwang-ki    | Emperor Wang Geon                                  |
| 2002 | Song Il-gook    | Album of Life                                      |
| 2003 | Rain            | Sang Doo! Let's Go to School                       |
| 2003 | Yeon Jung-hoon  | Yellow Handkerchief                                |
| 2004 | Lee Wan         | Snow White: Taste Sweet Love                       |
| 2005 | Go Joo-won      | Bizarre Bunch, Resurrection                        |
| 2005 | Jae Hee         | Delightful Girl Choon-Hyang                        |
| 2005 | Kim Dong-wan    | A Farewell to Sorrow                               |
| 2006 | Oh Man-seok     | The Vineyard Man                                   |
| 2006 | Park Hae-jin    | Famous Princesses                                  |
| 2006 | Seo Ji-seok     | Pure in Heart                                      |
| 2007 | Kim Ji-hoon     | Daughters-in-Law                                   |
| 2007 | Kim Ji-seok     | Likeable or Not                                    |
| 2008 | Jung Gyu-woon   | Women of the Sun                                   |
| 2009 | Lee Min-ho      | Vườn sao băng                                      |
| 2010 | Park Yoochun    | Sungkyunkwan Scandal                               |
| 2011 | Kim Soo-hyun    | Bao cao ước mơ                                     |
| 2011 | Lee Jang-woo    | Smile Again, Glory Jane                            |
| 2011 | Joo Won         | Ojakgyo Family                                     |
| 2012 | Lee Hee-joon    | My Husband Got a Family, Jeon Woo-chi              |
| 2012 | Lee Jong-suk    | Học đường 2013                                     |
| 2013 | Jung Woo        | You're the Best, Lee Soon-shin                     |
| 2013 | Han Joo-wan     | Gia tộc họ Wang, Drama Special "Yeon-woo's Summer" |
| 2014 | Park Hyung-sik  | What's With This Family                            |
| 2014 | Seo In-guk      | The King's Face                                    |
| 2015 | Yeo Jin-goo     | Orange Marmalade                                   |
| 2016 | Sung Hoon       | Five Enough                                        |
| 2016 | Jinyoung        | Mây họa ánh trăng                                  |
| 2017 | Ahn Jae-hong    | Thanh xuân vật vã                                  |
| 2017 | Woo Do-hwan     | Mad Dog                                            |
| 2019 | Kang Tae-oh     | Tiểu sử chàng Nokdu                                |
| 2019 | Kim Jae-young   | Beautiful Love, Wonderful Life                     |
| 2019 | Kim Myung-soo   | Angel's Last Mission: Love                         |
| 2020 | Lee Sang-yi     | Once Again                                         |
| 2020 | Seo Ji-hoon     | Meow, the Secret Boy, Men are Men                  |
| 2021 | Kim Yo-han      | School 2021                                        |
| 2021 | Na In-woo       | Sông đón trăng lên                                 |
| 2021 | Rowoon          | Luyến mộ                                           |
| 2022 | Byeon Woo-seok  | Moonshine                                          |
| 2022 | Lee You-jin     | Three Bold Siblings                                |
| 2022 | Chae Jong-hyeop | Love All Play                                      |

### Nữ diễn viên mới xuất sắc nhất
| Năm  | Người đoạt giải | Phim                                              |
| ---- | --------------- | ------------------------------------------------- |
| 2000 | Bae Min-hee     | TV Literature "Dandelion"                         |
| 2000 | Kim Hyo-jin     | RNA                                               |
| 2001 | Hong Soo-hyun   | Orient Theatre                                    |
| 2001 | Kim Gyu-ri      | Like Father, Unlike Son                           |
| 2002 | Kim Yoo-mi      | Man of the Sun, Lee Je-ma                         |
| 2002 | Lee Yoo-ri      | Loving You                                        |
| 2003 | Han Ga-in       | Yellow Handkerchief                               |
| 2003 | Han Ji-hye      | Hương mùa hè                                      |
| 2003 | Maya            | Bodyguard                                         |
| 2004 | Han Hye-jin     | You Are a Star                                    |
| 2004 | Im Soo-jung     | I'm Sorry, I Love You                             |
| 2004 | Kim Tae-hee     | Forbidden Love                                    |
| 2005 | Han Ji-min      | Resurrection                                      |
| 2005 | Kim Ah-joong    | Bizarre Bunch                                     |
| 2005 | Lee Bo-young    | My Sweetheart, My Darling                         |
| 2006 | Goo Hye-sun     | Pure in Heart                                     |
| 2006 | Lee Yoon-ji     | Pure in Heart                                     |
| 2006 | Yoon Eun-hye    | The Vineyard Man                                  |
| 2007 | Lee Soo-kyung   | Daughters-in-Law                                  |
| 2007 | Park Min-young  | I Am Sam                                          |
| 2008 | Im Yoona        | You Are My Destiny                                |
| 2009 | Kim So-eun      | Vườn sao băng, He Who Can't Marry                 |
| 2010 | Lee Si-young    | Becoming a Billionaire                            |
| 2010 | Oh Ji-eun       | Three Brothers, Cười lên Dong-hae                 |
| 2011 | Bae Suzy        | Bay cao ước mơ                                    |
| 2011 | Uee             | Ojakgyo Family                                    |
| 2012 | Jin Se-yeon     | Mặt nạ anh hùng                                   |
| 2012 | Oh Yeon-seo     | My Husband Got a Family                           |
| 2013 | IU              | You're the best! Lee Soon Shin., Pretty Man       |
| 2013 | Kyung Soo-jin   | TV Novel: Eunhui, Shark                           |
| 2014 | Kim Seul-gie    | Discovery of Love, Drama Special "I'm Dying Soon" |
| 2014 | Nam Ji-hyun     | Gia đình kỳ quặc                                  |
| 2015 | Chae Soo-bin    | House of Bluebird, Vũ điệu tuổi trẻ               |
| 2015 | Kim So-hyun     | Học đường 2015                                    |
| 2016 | Kim Ji-won      | Hậu duệ mặt trời                                  |
| 2016 | Lee Se-young    | Tiệm may quý ông                                  |
| 2017 | Ryu Hwa-young   | My Father is Strange, Mad Dog                     |
| 2017 | Kim Se-jeong    | Học đường 2017                                    |
| 2018 | Park Se-wan     | Marry Me Now, Just Dance                          |
| 2018 | Seol In-ah      | Sunny Again Tomorrow                              |
| 2019 | Kwon Nara       | Doctor Prisoner                                   |
| 2019 | Son Dam-bi      | Khi hoa trà nở                                    |
| 2020 | Bona            | Homemade Love Story                               |
| 2020 | Shin Ye-eun     | Welcome                                           |
| 2020 | Lee Cho-hee     | Once Again                                        |
| 2021 | Lee Se-hee      | Young Lady and Gentleman                          |
| 2021 | Jung Soo-jung   | Police University                                 |
| 2021 | Park Gyu-young  | Dali and the Cocky Prince                         |
| 2022 | Kang Mi-na      | Moonshine                                         |
| 2022 | Seohyun         | Jinxed at First                                   |
| 2022 | Jung Ji-so      | Curtain Call                                      |

## Giải diễn viên trẻ xuất sắc nhất (청소년 연기 상)

### Nam diễn viên trẻ xuất sắc nhất
| Năm  | Người đoạt giải | Phim                                               |
| ---- | --------------- | -------------------------------------------------- |
| 1996 | Ahn Jae-mo      | New Generation Report: Adults Don't Know           |
| 2000 | Jo In-sung      | School 3                                           |
| 2001 | Yeo Wook-hwan   | School 4                                           |
| 2002 | Maeng Se-chang  | Moon on Cheomseongdae                              |
| 2002 | Oh Seung-yoon   | Magic Kid Masuri                                   |
| 2003 | Lee Byung-joon  | Yellow Handkerchief, Wife                          |
| 2004 | Lee Joon-hyuk   | A Second Proposal                                  |
| 2004 | Park Gun-tae    | I'm Sorry, I Love You                              |
| 2005 | Park Ji-bin     | Golden Apple, Drama City "Goblins Are Alive"       |
| 2005 | Yoo Seung-ho    | Immortal Admiral Yi Sun-sin, Precious Family       |
| 2006 | Kim Seok        | Seoul 1945                                         |
| 2007 | Choi Woo-hyuk   | Capital Scandal, Hometown Over the Hill            |
| 2008 | Lee Hyun-woo    | King Sejong the Great                              |
| 2009 | Park Chan-ik    | Father's House                                     |
| 2010 | Oh Jae-moo      | Vua bánh mì                                        |
| 2011 | Park Hee-gun    | Ojakgyo Family                                     |
| 2012 | Noh Young-hak   | The King's Dream                                   |
| 2013 | Yeon Joon-seok  | Shark                                              |
| 2014 | Kwak Dong-yeon  | Inspiring Generation                               |
| 2015 | Choi Kwon-soo   | Drama Special - "The Brothers' Summer"             |
| 2016 | Jung Yun-seok   | Five Enough, Jang Yeong-sil, Love in the Moonlight |
| 2017 | Jung Jun-won    | My Father is Strange                               |
| 2018 | Nam Da-reum     | Radio Romance                                      |
| 2019 | Kim Kang-hoon   | Khi hoa trà nở                                     |
| 2020 | Moon Woo-jin    | Once Again                                         |
| 2021 | Jo Yi-hyun      | Tuổi trẻ của tháng Năm                             |
| 2021 | Seo Woo-jin     | Young Lady and Gentleman                           |
| 2022 | Jung Min-joon   | Gold Mask                                          |

### Nữ diễn viên trẻ xuất sắc nhất
| Năm  | Người đoạt giải | Phim                                               |
| ---- | --------------- | -------------------------------------------------- |
| 2000 | Moon Geun-young | Trái tim mùa thu                                   |
| 2001 | Lee Yoo-ri      | School 4                                           |
| 2002 | Shin Ji-soo     | Solitude                                           |
| 2003 | Song Min-joo    | Sang Doo! Let's Go to School                       |
| 2004 | Go Ara          | Sharp #1                                           |
| 2004 | Han Ji-hye      | A Second Proposal                                  |
| 2005 | Lee Se-young    | HDTV Literature "Sonaki"                           |
| 2005 | Yoo Yeon-mi     | Golden Apple                                       |
| 2006 | Shim Eun-kyung  | Hwang Jini, Drama City "Kkotnim-yi"                |
| 2007 | Kim Ye-won      | The Innocent Woman                                 |
| 2008 | Shim Eun-kyung  | Women of the Sun                                   |
| 2009 | Park Eun-bin    | Empress Cheonchu                                   |
| 2010 | Kim Yoo-jung    | Grudge: The Revolt of Gumiho                       |
| 2010 | Seo Shin-ae     | Grudge: The Revolt of Gumiho                       |
| 2011 | Kim Hwan-hee    | Believe in Love, My One and Only                   |
| 2012 | Nam Ji-hyun     | Drama Special "Girl Detective Park Hae-sol"        |
| 2013 | Kim Yoo-bin     | The Fugitive of Joseon                             |
| 2014 | Ahn Seo-hyun    | Single-minded Dandelion                            |
| 2014 | Hong Hwa-ri     | Wonderful Days                                     |
| 2015 | Kim Hyang-gi    | Snowy Road                                         |
| 2016 | Heo Jung-eun    | My Lawyer, Mr. Jo, Mây hoạ ánh trăng, My Fair Lady |
| 2017 | Lee Re          | Witch at Court                                     |
| 2018 | Kim Hwan-hee    | Phép màu đã cho ta gặp nhau                        |
| 2019 | Joo Ye-rim      | Con gái của mẹ                                     |
| 2019 | Park Da-yeon    | Tiểu sử chàng Nokdu                                |
| 2020 | Lee Ga-yeon     | Once Again                                         |
| 2021 | Choi Myung-bin  | Luyến mộ, Young Lady and Gentleman                 |
| 2021 | Lee Re          | Hello, Me!                                         |
| 2022 | Yoon Chae-na    | Love Twist, The Love in Your Eyes                  |

## Giải PD (PD 상)
| Năm  | Người đoạt giải | Phim                 |
| ---- | --------------- | -------------------- |
| 2012 | Uhm Tae-woong   | Man from the Equator |
| 2013 | Joo Won         | Thiên thần áo trắng  |
| 2014 | Cho Jae-hyun    | Jeong Do-jeon        |
| 2015 | Kim Hye-ja      | Unkind Ladies        |

## Nhà viết kịch bản xuất sắc nhất (작가상)
| Năm  | Người đoạt giải | Phim                         |
| ---- | --------------- | ---------------------------- |
| 1997 | Moon Young-nam  | Because I Really             |
| 2000 | Choi Yoon-jung  | More Than Words Can Say      |
| 2001 | Choi Hyun-kyung | Tender Hearts                |
| 2002 | Lee Deok-jae    | This Is Love                 |
| 2003 | Park Jung-ran   | Yellow Handkerchief          |
| 2004 | Moon Young-nam  | Terms of Endearment          |
| 2004 | Noh Hee-kyung   | More Beautiful Than a Flower |
| 2005 | Kim Ji-woo      | Resurrection                 |
| 2005 | Kim Soo-hyun    | Precious Family              |
| 2006 | Yoon Sun-joo    | Hwang Jini                   |
| 2007 | Jang Young-chul | Dae Jo Yeong                 |
| 2009 | Jo Jung-sun     | My Too Perfect Sons          |
| 2010 | Kang Eun-kyung  | Vua bánh mì                  |
| 2011 | Lee Jung-sun    | Ojakgyo Family               |
| 2012 | Park Ji-eun     | My Husband Got a Family      |
| 2013 | Moon Young-nam  | Gia tộc họ Wang              |
| 2014 | Jung Hyun-min   | Jeong Do-jeon                |
| 2014 | Kang Eun-kyung  | What's With This Family      |
| 2015 | Kim In-young    | Unkind Ladies                |
| 2016 | Kim Eun-sook    | Hậu duệ mặt trời             |
| 2016 | Kim Won-suk     | Hậu duệ mặt trời             |
| 2017 | So Hyun-kyung   | My Golden Life               |
| 2018 | Kim Sa-kyung    | My Only One                  |
| 2019 | Lim Sang-choon  | Khi hoa trà nở               |
| 2020 | Yang Hee-seung  | Once Again                   |
| 2021 | Kim Sa-kyung    | Young Lady and Gentleman     |

## Giải Ấn tượng (인기상)

### Nam diễn viên ấn tượng
| Năm  | Người đoạt giải | Phim                      |
| ---- | --------------- | ------------------------- |
| 1986 | Kil Yong-woo    | Samogok                   |
| 1995 | Kim Kyu-chul    | When I Miss You           |
| 1998 | Ahn Jae-mo      | The King and Queen        |
| 2000 | Kim Sang-kyung  | Snowflakes                |
| 2000 | Song Seung-heon | Trái tim mùa thu          |
| 2001 | Lee Chang-hoon  | Stock Flower              |
| 2001 | Ryu Jin         | Stock Flower              |
| 2002 | Bae Yong-joon   | Bản tình ca mùa đông      |
| 2002 | Choi Soo-jong   | Man of the Sun, Lee Je-ma |
| 2003 | Cha Seung-won   | Bodyguard                 |
| 2003 | Kim Seung-woo   | Rosemary                  |
| 2004 | Rain            | Ngôi nhà hạnh phúc        |
| 2004 | So Ji-sub       | I'm Sorry, I Love You     |
| 2005 | Namkoong Min    | My Rosy Life              |
| 2005 | Song Il-gook    | Emperor of the Sea        |
| 2006 | Hyun Bin        | The Snow Queen            |
| 2006 | Oh Man-seok     | The Vineyard Man          |
| 2007 | Jeong Bo-seok   | Dae Jo Yeong              |
| 2008 | Jang Keun-suk   | Hong Gil-dong             |
| 2009 | Yoon Sang-hyun  | My Fair Lady              |
| 2010 | Song Joong-ki   | Sungkyunkwan Scandal      |
| 2011 | Kim Soo-hyun    | Bao cao ước mơ            |
| 2011 | Park Si-hoo     | Nam nhân của công chúa    |
| 2012 | Joo Won         | Mặt nạ anh hùng           |
| 2013 | Ji Sung         | Secret Love               |
| 2014 | Ji Chang-wook   | Healer                    |
| 2014 | Joo Won         | Naeil's Cantabile         |
| 2015 | Nam Joo-hyuk    | School 2015               |
| 2015 | Park Bo-gum     | Xin chào quái vật         |

### Nữ diễn viên ấn tượng
| Năm  | Người đoạt giải | Phim                                           |
| ---- | --------------- | ---------------------------------------------- |
| 2000 | Bae Doona       | RNA                                            |
| 2000 | Song Hye-kyo    | Trái tim mùa thu                               |
| 2001 | Han Go-eun      | Like Father, Unlike Son                        |
| 2001 | Lee Seung-yeon  | Orient Theatre                                 |
| 2001 | Lee Yo-won      | Blue Mist                                      |
| 2002 | Choi Ji-woo     | Bản tình ca mùa đông                           |
| 2002 | Eugene          | Loving You                                     |
| 2003 | Han Go-eun      | Bodyguard                                      |
| 2003 | Son Tae-young   | One Million Roses                              |
| 2004 | Im Soo-jung     | I'm Sorry, I Love You                          |
| 2004 | Song Hye-kyo    | Ngôi nhà hạnh phúc                             |
| 2005 | Han Chae-young  | Delightful Girl Choon-Hyang                    |
| 2005 | Lee Tae-ran     | My Rosy Life                                   |
| 2006 | Choi Jung-won   | Những nàng công chúa nổi tiếng                 |
| 2006 | Sung Yu-ri      | The Snow Queen                                 |
| 2007 | Han Hyo-joo     | Like Land and Sky                              |
| 2008 | Jang Mi-hee     | Mom's Dead Upset                               |
| 2008 | Sung Yu-ri      | Hong Gil-dong                                  |
| 2009 | Kim So-yeon     | Mật danh Iris                                  |
| 2009 | Yoon Eun-hye    | My Fair Lady                                   |
| 2010 | Moon Geun-young | Cinderella's Sister, Mary Stayed Out All Night |
| 2011 | Han Hye-jin     | The Thorn Birds                                |
| 2011 | Moon Chae-won   | Nam nhân của công chúa                         |
| 2012 | Bae Suzy        | Big                                            |
| 2013 | Moon Chae-won   | Thiên thần áo trắng                            |
| 2014 | Jung Eun-ji     | Trot Lovers                                    |
| 2014 | Lee Da-hee      | Big Man                                        |
| 2015 | Kim Seol-hyun   | Orange Marmalade                               |
| 2015 | Jo Bo-ah        | All About My Mom                               |

## Giải cộng đồng mạng (네티즌 상)

### Giải cộng đồng mạng dành cho nam diễn viên xuất sắc
| Năm  | Người đoạt giải | Phim                         |
| ---- | --------------- | ---------------------------- |
| 2003 | Rain            | Sang Doo! Let's Go to School |
| 2004 | So Ji-sub       | I'm Sorry, I Love You        |
| 2005 | Rain            | A Love to Kill               |
| 2006 | Hyun Bin        | The Snow Queen               |
| 2007 | Choi Soo-jong   | Dae Jo Yeong                 |
| 2008 | Kang Ji-hwan    | Hong Gil-dong                |
| 2009 | Lee Byung-hun   | Mật danh Iris                |
| 2010 | Jang Keun-suk   | Mary Stayed Out All Night    |
| 2010 | Park Yoochun    | Sungkyunkwan Scandal         |
| 2011 | Shin Ha-kyun    | Brain                        |
| 2012 | Song Joong-ki   | Chàng trai tốt bụng          |
| 2013 | Joo Won         | Thiên thần áo trắng          |
| 2014 | Eric Mun        | Discovery of Love            |
| 2015 | Kim Soo-hyun    | Hậu trường giải trí          |
| 2016 | Park Bo-gum     | Mây hoạ ánh trăng            |
| 2017 | Park Seo-joon   | Thanh xuân vật vã            |
| 2018 | Park Hyung-sik  | Suits                        |
| 2018 | Kim Myung-min   | Phép màu đã cho ta gặp nhau  |
| 2019 | Kang Ha-neul    | Khi hoa trà nở               |
| 2020 | Kim Young-dae   | Cheat on Me, If You Can      |
| 2020 | Lee Sang Yeob   | Once Again                   |
| 2021 | Jinyoung        | Police University            |
| 2021 | Rowoon          | Luyến mộ                     |
| 2022 | Do Kyung-soo    | Bad Prosecutor               |
| 2022 | Kang Ha-neul    | Curtain Call                 |

### Giải cộng đồng mạng bầu chọn dành cho nữ diễn viên xuất sắc
| Năm  | Người đoạt giải | Phim                         |
| ---- | --------------- | ---------------------------- |
| 2003 | Gong Hyo-jin    | Sang Doo! Let's Go to School |
| 2004 | Im Soo-jung     | I'm Sorry, I Love You        |
| 2005 | Choi Jin-sil    | My Rosy Life                 |
| 2006 | Ha Ji-won       | Hwang Jini                   |
| 2007 | Han Ji-min      | Capital Scandal              |
| 2008 | Im Yoona        | You Are My Destiny           |
| 2009 | Ku Hye-sun      | Vườn sao băng                |
| 2010 | Park Min-young  | Sungkyunkwan Scandal         |
| 2011 | Choi Jung-won   | Brain                        |
| 2012 | Moon Chae-won   | Chàng trai tốt bụng          |
| 2012 | Im Yoona        | Mưa tình yêu                 |
| 2013 | Hwang Jung-eum  | Secret Love                  |
| 2014 | Jung Yu-mi      | Discovery of Love            |
| 2015 | Kim So-hyun     | School 2015                  |
| 2017 | Kim Ji-won      | Thanh xuân vật vã            |
| 2020 | Jo Bo-ah        | Forest                       |
| 2021 | Kim So-hyun     | Sông đón trăng lên           |
| 2021 | Park Eun-bin    | Luyến mộ                     |
| 2022 | Krystal Jung    | Crazy Love                   |
| 2022 | Lee Se-hee      | Bad Prosecutor               |

## Giải cặp đôi đẹp nhất (베스트 커플 상)
| Năm  | Người đoạt giải                            | Phim                           |
| ---- | ------------------------------------------ | ------------------------------ |
| 2003 | Kim Seung-woo và Yoo Ho-jeong              | Rosemary                       |
| 2003 | Rain và Gong Hyo-jin                       | Sang Doo! Let's Go to School   |
| 2004 | Ahn Jae-wook và Park Sun-young             | Oh Feel Young                  |
| 2004 | Rain và Song Hye-kyo                       | Full House                     |
| 2004 | So Ji-sub và Im Soo-jung                   | I'm Sorry, I Love You          |
| 2004 | Song Il-gook và Han Ga-in                  | Terms of Endearment            |
| 2005 | Jae Hee và Han Chae-young                  | Delightful Girl Choon-Hyang    |
| 2005 | Son Hyun-joo và Choi Jin-sil               | My Rosy Life                   |
| 2005 | Song Il-gook và Soo Ae                     | Emperor of the Sea             |
| 2005 | Uhm Tae-woong và Han Ji-min                | Resurrection                   |
| 2006 | Hyun Bin và Sung Yu-ri                     | The Snow Queen                 |
| 2006 | Jang Keun-suk và Ha Ji-won                 | Hwang Jini                     |
| 2006 | Oh Man-seok và Yoon Eun-hye                | The Vineyard Man               |
| 2006 | Park Hae-jin và Lee Tae-ran                | Những nàng công chúa nổi tiếng |
| 2007 | Kang Ji-hwan và Han Ji-min                 | Capital Scandal                |
| 2007 | Kim Ji-hoon và Lee Soo-kyung               | Daughters-in-Law               |
| 2007 | Park Hae-jin và Han Hyo-joo                | Like Land and Sky              |
| 2008 | Kang Ji-hwan và Sung Yu-ri                 | Hong Gil-dong                  |
| 2008 | Kim Yong-gun và Jang Mi-hee                | Mom's Dead Upset               |
| 2008 | Song Il-gook và Choi Jung-won              | The Kingdom of the Winds       |
| 2009 | Lee Byung-hun và Kim Tae-hee               | Mật danh Iris                  |
| 2009 | Lee Min-ho và Ku Hye-sun                   | Vườn sao băng                  |
| 2009 | Lee Pil-mo và Yoo Sun                      | My Too Perfect Sons            |
| 2009 | Yoon Sang-hyun và Yoon Eun-hye             | My Fair Lady                   |
| 2010 | Jang Hyuk và Lee Da-hae                    | The Slave Hunters              |
| 2010 | Jang Keun-suk và Moon Geun-young           | Mary Stayed Out All Night      |
| 2010 | Park Yoochun và Park Min-young             | Sungkyunkwan Scandal           |
| 2010 | Song Joong-ki và Yoo Ah-in                 | Sungkyunkwan Scandal           |
| 2010 | Yoon Shi-yoon và Lee Young-ah              | Vua bánh mì                    |
| 2011 | Kim Soo-hyun và Bae Suzy                   | Bay cao ước mơ                 |
| 2011 | Lee Min-woo và Hong Soo-hyun               | Nam nhân của công chúa         |
| 2011 | Park Si-hoo và Moon Chae-won               | Nam nhân của công chúa         |
| 2011 | Ryu Soo-young và Choi Jung-yoon            | Ojakgyo Family                 |
| 2011 | Shin Ha-kyun và Choi Jung-won              | Brain                          |
| 2012 | Lee Hee-joon và Jo Yoon-hee                | My Husband Got a Family        |
| 2012 | Lee Sang-yoon và Lee Bo-young              | My Daughter Seo-young          |
| 2012 | Song Joong-ki và Moon Chae-won             | The Innocent Man               |
| 2012 | Yoo Jun-sang và Kim Nam-joo                | My Husband Got a Family        |
| 2013 | Ji Sung và Hwang Jung-eum                  | Secret Love                    |
| 2013 | Jo Jung-suk và IU                          | You're the Best, Lee Soon-shin |
| 2013 | Joo Won và Moon Chae-won                   | Thiên thần áo trắng            |
| 2013 | Lee Beom-soo và Im Yoona                   | Thủ tướng và tôi               |
| 2013 | Oh Ji-ho and Kim Hye-soo                   | Queen of the Office            |
| 2014 | Eric Mun và Jung Yu-mi                     | Discovery of Love              |
| 2014 | Ji Chang-wook và Park Min-young            | Healer                         |
| 2014 | Kim Sang-kyung và Kim Hyun-joo             | What's With This Family        |
| 2014 | Lee Joon-gi và Nam Sang-mi                 | Gunman in Joseon               |
| 2014 | Park Hyung-sik và Nam Ji-hyun              | What's With This Family        |
| 2015 | Jang Hyuk và Han Chae-ah                   | The Merchant: Gaekju 2015      |
| 2015 | So Ji-sub và Shin Min-a                    | Oh My Venus                    |
| 2015 | Kim Soo-hyun, Gong Hyo-jin và Cha Tae-hyun | Hậu trường giải trí            |
| 2015 | Yook Sungjae và Kim So-hyun                | School 2015                    |
| 2016 | Song Joong-ki và Song Hye-kyo              | Hậu duệ mặt trời               |
| 2016 | Jin Goo và Kim Ji-won                      | Hậu duệ mặt trời               |
| 2016 | Park Bo-gum và Kim Yoo-jung                | Mây hoạ ánh trăng              |
| 2016 | Lee Sang-yoon và Kim Ha-neul               | On the Way to the Airport      |
| 2016 | Oh Ji-ho và Heo Jung-eun                   | My Fair Lady                   |
| 2016 | Cha In-pyo và Ra Mi-ran                    | Tiệm may quý ông               |
| 2016 | Lee Se-young và Hyun Woo                   | Tiệm may quý ông               |
| 2017 | Yoon Hyun-min và Jung Ryeo-won             | Witch at Court                 |
| 2017 | Son Ho-jun và Jang Na-ra                   | Go Back Couple                 |
| 2017 | Park Si-hoo và Shin Hye-sun                | My Golden Life                 |
| 2017 | Park Seo-joon và Kim Ji-won                | Thanh xuân vật vã              |
| 2017 | Ryu Soo-young và Lee Yoo-ri                | My Father is Strange           |
| 2017 | Namkoong Min và Lee Jun-ho                 | Good Manager                   |
| 2018 | Seo Kang-joon and Gong Seung-yeon          | Are You Human?                 |
| 2018 | Choi Daniel and Baek Jin-hee               | Jugglers                       |
| 2018 | Kim Myung-min và Ra Mi-ran                 | Phép màu đã cho ta gặp nhau    |
| 2018 | Cha Tae-hyun and Bae Doona                 | Matrimonial Chaos              |
| 2018 | Yoo Dong-geun and Chang Mi-hee             | Marry Me Now                   |
| 2018 | Lee Jang-woo and Uee                       | My Only One                    |
| 2018 | Choi Soo-jong and Jin Kyung                | My Only One                    |
| 2019 | Kang Ha-neul và Gong Hyo-jin               | Khi hoa trà nở                 |
| 2019 | Oh Jung-se và Yeom Hye-ran                 | Khi hoa trà nở                 |
| 2019 | Jang Dong-yoon và Kim So-hyun              | Tiểu sử chàng Nokdu            |
| 2019 | Yoo Jun-sang and Shin Dong-mi              | Liver or Die                   |
| 2019 | Jang Hyun-sung and Kim Jung-nan            | Doctor Prisoner                |
| 2019 | Kim Myung-soo và Shin Hye-sun              | Angel's Last Mission: Love     |
| 2020 | Jin Ki-joo và Lee Jang-woo                 | Homemade Love Story            |
| 2020 | Jeong Bo-seok và Lee Jang-woo              | Homemade Love Story            |
| 2020 | Nana and Park Sung-hoon                    | Into The Ring                  |
| 2020 | Cho Yeo-jeong and Go Jun                   | Cheat on Me, If You Can        |
| 2020 | Jo Bo-ah and Park Hae Jin                  | Forest                         |
| 2020 | Lee Sang yi and Lee Cho-hee                | Once Again                     |
| 2020 | Chun Ho-jin and Lee Jung-eun               | Once Again                     |
| 2020 | Lee Min-jung and Lee Sang-yeob             | Once Again                     |
| 2021 | Rowoon và Park Eun-bin                     | Luyến mộ                       |
| 2021 | Ji Hyun-woo và Lee Se-hee                  | Young Lady and Gentleman       |
| 2021 | Na In-woo và Kim So-hyun                   | Sông đón trăng lên             |
| 2021 | Cha Tae-hyun và Jinyoung                   | Police University              |
| 2021 | Kim Min-jae và Park Kyu-young              | Dali and the Cocky Prince      |
| 2021 | Kim Yo-han và Cho Yi-hyun                  | School 2021                    |
| 2021 | Lee Do-hyun và Go Min-si                   | Tuổi trẻ của tháng Năm         |

## Giải đặc biệt (특별상)
| Năm  | Người đoạt giải                | Phim                                            |
| ---- | ------------------------------ | ----------------------------------------------- |
| 2001 | Korea Arts                     | Emperor Wang Geon                               |
| 2002 | Kim Sung-hwan                  | Actor                                           |
| 2003 | Choi Soo-jong                  | Actor                                           |
| 2004 | Yoon Seok-ho                   | Director, Winter Sonata                         |
| 2005 | Im Byung-ki                    | Actor                                           |
| 2006 | Moon Young-nam                 | Screenwriter, Famous Princesses                 |
| 2007 | Na Sang-yeob                   | Producer, Sayuksin                              |
| 2008 | Shin Hyun-taek                 | Samhwa Networks CEO, Mom's Dead Upset           |
| 2016 | Song Joong-ki and Song Hye-kyo | Asia Best Couple Award, Descendants of the Sun  |
| 2019 | Kim Myung-soo                  | K-Drama Hallyu Star, Angel's Last Mission: Love |
| 2019 | Kim Se-jeong                   | K-Drama Hallyu Star, I Wanna Hear Your Song     |

## Nhạc phim hay nhất (최고의 사운)
| Năm  | Bài hát đoạt giải                | Phim             |
| ---- | -------------------------------- | ---------------- |
| 2017 | BtoB - "Ambiguous" (알듯 말듯해) | Fight for My Way |

## Giải thưởng ngừng trao

### Nam diễn viên xuất sắc nhất
| Năm  | Người đoạt giải | Phim                                      |
| ---- | --------------- | ----------------------------------------- |
| 1989 | Park In-hwan    | The Region of Calm                        |
| 1999 | Kim Kyu-chul    |                                           |
| 2000 | Park Sang-min   | The Full Sun                              |
| 2000 | Won Bin         | Tough Guy's Love, Autumn in My Heart      |
| 2001 | Kim Ho-jin      | Tender Hearts                             |
| 2001 | Kim Kap-soo     | Emperor Wang Geon                         |
| 2002 | Jo Min-ki       | Hard Love                                 |
| 2002 | Park Yong-ha    | Winter Sonata                             |
| 2003 | Kim Seung-soo   | One Million Roses                         |
| 2003 | Park Yong-woo   | Age of Warriors                           |
| 2004 | Rain            | Full House                                |
| 2004 | So Ji-sub       | I'm Sorry, I Love You                     |
| 2005 | Son Hyun-joo    | My Rosy Life                              |
| 2005 | Song Il-gook    | Emperor of the Sea                        |
| 2005 | Uhm Tae-woong   | Resurrection, Delightful Girl Choon-Hyang |
| 2006 | Go Joo-won      | Famous Princesses                         |
| 2006 | Kim Jin-tae     | Dae Jo Yeong                              |

### Nữ diễn viên xuất sắc nhất
| Năm  | Người đoạt giải | Phim                         |
| ---- | --------------- | ---------------------------- |
| 1999 | Kim Hye-sun     |                              |
| 2000 | Bae Jong-ok     | Foolish Love                 |
| 2000 | Jung Sun-kyung  | More Than Words Can Say      |
| 2001 | Kim Hye-ri      | Emperor Wang Geon            |
| 2001 | Yoon Hae-young  | This Is Love                 |
| 2002 | Lee Hye-sook    | Stepmother                   |
| 2002 | Lee Tae-ran     | Who's My Love                |
| 2003 | Chu Sang-mi     | Yellow Handkerchief          |
| 2003 | Gong Hyo-jin    | Sang Doo! Let's Go to School |
| 2003 | Uhm Jung-hwa    | Wife                         |
| 2004 | Han Ga-in       | Terms of Endearment          |
| 2004 | Park Sun-young  | Oh Feel Young                |
| 2005 | Lee Hye-sook    | A Farewell to Sorrow         |
| 2005 | Soo Ae          | Emperor of the Sea           |
| 2006 | Choi Jung-won   | Famous Princesses            |
| 2006 | Han Eun-jung    | Seoul 1945                   |

### Giải nam diễn viên ăn ảnh nhất
| Năm  | Người đoạt giải | Phim               |
| ---- | --------------- | ------------------ |
| 2000 | Song Seung-heon | Autumn in My Heart |
| 2001 | Lee Joo-hyun    | Plum Blossom Story |

### Giải nữ diễn viên ăn ảnh nhất
| Năm  | Người đoạt giải | Phim                    |
| ---- | --------------- | ----------------------- |
| 2000 | Song Hye-kyo    | Autumn in My Heart      |
| 2001 | Han Go-eun      | Like Father, Unlike Son |

### Giải PD của năm
| Năm  | Người đoạt giải | Phim                |
| ---- | --------------- | ------------------- |
| 2000 | Kim Young-jin   | Did You Ever Love?  |
| 2001 | Yoon Chang-beom | Empress Myeongseong |

### Giải do khán giả bình chọn
| Năm  | Phim               |
| ---- | ------------------ |
| 2000 | Autumn in My Heart |
| 2000 | Emperor Wang Geon  |

### Giải đóng góp
| Năm  | Người đoạt giải | Ghi chú                                       |
| ---- | --------------- | --------------------------------------------- |
| 2000 | Ki Jung-soo     |                                               |
| 2007 | Park Seung-gyu  | President of the KBS Drama Actors Association |
| 2008 | Lee Hyo-jung    | Actor                                         |